# Slađana Mirković
Slađana Mirković, född 7 oktober 1995 i Sevojno i Serbien, är en volleybollspelare (passare). 
Efter att ha börjat spela volleyboll i hemstaden flyttade hon som 14-åring till Belgrad och började spela med ŽOK Poštar och debuterade i deras A-lag säsongen 2009/2010. Följande säsong gick hon över till ŽOK Vizura där hon stannade kvar t.o.m. säsongen 2014/2015 (inklusive säsongen 2013/2014 då de var sammanslagna med ŽOK Partizan). Med klubben vann hon två serbiska mästerskap och den serbiska cupen en gång. Hon spelade sen en säsong för ligakonkurrenten ŽOK Dinamo Pančevo 1973 och en säsong för det azerbajdzjanska Telekom Baku, med vilka hon vann det nationella mästerskapet. Under säsongerna 2017/2018 och 2018/2019 spelade hon för Chemik Police, med vilka hon vann polska mästerskapet första säsongen och cupen andra säsongen. Nästa klubb blev Volley Bergamo med vilka hon spelade 2019/2020. Sedan 2020 spelar hon för Eczacıbaşı SK.
Mirković har spelat med de olika juniorlandslagen och för seniorlandslaget. Med U-18-landslaget tog hon brons vid både europamästerskapet och världsmästerskapet 2011. Vid U-19 EM 2012 tog hon silver och blev utsedd till bästa passare. Samma omnämnande fick hon vid U-20 VM året därpå. Hon debuterade med seriorlandslaget 2015 och har med dem vunnit brons (2015), guld (2017 och 2019) och silver (2021) vid europamästerskapet. Hon var även med i det lag som tog brons vid OS i Tokyo 2021 och guld vid VM 2022.